# Eustephia
 Eustephia é um género botânico pertencente à família amaryllidaceae...